# Нилрэп
Нилрэп — остров на севере Охотского моря в губе Внутренняя в Магаданской области.

## Топоним
В Топонимическом словаре Северо-Востока СССР — Нилреб (Нилреп). Название дано геологами в годы Великой Отечественной войны и представляет собой анаграмму слова «Берлин».

## География
Расположен на северо-востоке Внутренней губы на расстоянии около 500 метров от западного берега полуострова Тайгонос между устьями рек Эналватены на севере и Калиячгын на юге.
Глубина прилегающей акватории — 7—22 метра.